# Cristo benedicente tra i santi Vitale e Marziale
Cristo benedicente tra i santi Vitale e Marziale è un bassorilievo in marmo databile alla fine del XII secolo e conservata nel museo di Santa Giulia di Brescia, nella sezione "L'età del Comune e delle Signorie - Strutture del potere ecclesiastico".

## Storia
L'esecuzione della lunetta è da collocare alla fine del XII secolo, nell'ambito del grande progetto dell'abate Gonterio che, in questi anni, stava ricostruendo radicalmente la chiesa abbaziale, demolendo il primitivo edificio fondato da re Desiderio nel 758 e il successivo ampliamento dell'abate Wenzeslao dell'XI secolo per l'erezione di un tempio dalle dimensioni imponenti. Il portale principale della nuova chiesa, anch'esso realizzato durante il medesimo cantiere, recava una lunga iscrizione dedicatoria, tramandataci grazie a una copia settecentesca, recante l'anno 1200, termine entro il quale si deve far rientrare la conclusione dei lavori.
Non è comunque nota l'originaria collocazione della lunetta, anche se verosimilmente doveva far parte del corredo lapideo monumentale introdotto da Gonterio, forse un ingresso minore, frontale o laterale, della nuova chiesa abbaziale oppure ad uno dei due oratori presenti nel monasterio, dedicati alla Madonna e a san Giacomo. Non è comunque da escludere, dato il soggetto iconografico, che possa provenire da un sacello interno alla chiesa o alla cripta, dedicato ai due santi raffigurati, le cui reliquie erano state donate alla primitiva comunità religiosa da re Desiderio, suo fondatore.
Il manufatto rimane in loco nei secoli successivi, mentre il cenobio leonense vede lentamente affievolire i suoi poteri in una parabola discendente che lo porterà ad essere definitivamente soppresso dalla Repubblica di Venezia nel 1783, dopo un lungo periodo di decadenza. Gli edifici del monastero, chiesa compresa, vengono abbattuti e utilizzati come cava di materiale per la nuova chiesa parrocchiale: la maggior parte delle opere lapidee viene distrutta, venduta o trasferita altrove.
La lunetta in questione entra a far parte della collezione dei Musei Civici durante il XIX secolo e confluirà nella raccolta del museo di Santa Giulia a Brescia alla fine del Novecento. Con l'apertura del museo nel 1998, il pezzo si trova stabilmente esposto nella sezione "L'età del Comune e delle Signorie - Strutture del potere ecclesiastico" assieme ad altre opere lapidee provenienti da Leno, tra cui un frammento dell'antico portale principale.

## Descrizione
La lunetta si è conservata integralmente ed è mancante solo di una sottile sezione della cornice superiore, tagliata via in epoca imprecisabile. All'interno di questa spessa fascia di contorno sono disposti Gesù, in posizione centrale, nell'atto di benedire affiancato da san Vitale a sinistra e san Marziale a destra. I due santi, entrambi inginocchiati in gesto di venerazione, sono riconoscibili grazie alle due didascalie inferiori, iscritte su una sottile cornice basamentale, dove appunto si leggono i nomi "S. VITALIS" e "S. MARCIALIS".
Le due lettere alfa e omega sono invece iscritte ai lati del capo di Cristo, simboleggianti l'inizio e la fine della vita e dei tempi, secondo un'iconografia ricorrente all'epoca, mentre con la mano destra lo stesso Gesù mostra il Vangelo aperto verso l'osservatore recante l'iscrizione "EGO SUM VIA VERITAS ET VITA". Le tre figure sono vestite con ricche e lunghe tuniche, le cui pieghe sono particolarmente accentuate nell'immagine di Gesù.

## Stile
La lunetta è da collocare tra gli episodi salienti delle testimonianze della scultura romanica bresciana del XII secolo, della quale poco è sopravvissuto fino ai nostri giorni. Sebbene non sia possibile risalire con certezza alla bottega di produzione né, tanto meno, all'autore dell'opera, Saverio Lomartire, nel 2002, vi riconosce la tecnica esecutiva e la resa espressiva di un maestro formato nel cantiere di maestro Niccolò alla basilica di San Zeno a Verona.